# Mundargi
Mundargi è una suddivisione dell'India, classificata come town panchayat, di 20.318 abitanti, situata nel distretto di Gadag, nello stato federato del Karnataka. In base al numero di abitanti la città rientra nella classe III (da 20.000 a 49.999 persone).

## Geografia fisica
La città è situata a 15° 13' 0 N e 75° 54' 0 E e ha un'altitudine di 527 m s.l.m..

## Società

### Evoluzione demografica
Al censimento del 2001 la popolazione di Mundargi assommava a 20.318 persone, delle quali 10.505 maschi e 9.813 femmine. I bambini di età inferiore o uguale ai sei anni assommavano a 2.717, dei quali 1.419 maschi e 1.298 femmine. Infine, coloro che erano in grado di saper almeno leggere e scrivere erano 12.932, dei quali 7.744 maschi e 5.188 femmine.